# Мехиканос
Мехиканос (исп. Mejicanos) — город в Сальвадоре, расположен в департаменте Сан-Сальвадор.

## История
Город был основан в 1524 году испанскими конкистадорами. Получил своё название в честь ацтеков, которые называли себя не иначе как мешики. Сюда они прибыли вместе с испанцами из долины Мехико.

## Географическое положение
Город находится на высоте 712 м над уровнем моря.

## Демография
Население города по годам:
| 1971   | 1992    | 1995    | 2012    |
| ------ | ------- | ------- | ------- |
| 54 916 | 131 972 | 138 800 | 167 389 |